# Tatsuo Yoshida
Tatsuo Yoshida (em japonês: 吉田竜夫, Tatsuo Yoshida?, Quioto, 6 de março de 1932 – Tóquio, 5 de setembro de 1977) foi um dos pioneiros dos animes japoneses. Fundou a Tatsunoko Studio.

## Biografia
Yoshida cresceu nas dificuldades do Japão dilacerado pela guerra. Um artista autodidata, o seu primeiro trabalho foi em jornais locais em Kyoto. Depois de se alcançar o sucesso como mangaká em Tóquio, ganhando inclusive o Shogakukan Manga Award em 1972 por Minashigo Hutch, Em 1962, ele fundou Tatsunoko com seus dois irmãos mais novos, Kenji (que assumiu a posição do Tatsuo como produtor depois que ele morre) e Toyoharu (aka Ippei Kuri). O nome do estúdio tem um duplo significado de "Criança de Tatsu" e "dragão do mar", que foi a inspiração para o logotipo cavalo-marinho do estúdio.
Compreendendo o futuro da televisão, Yoshida fez um salto do mangá para o anime e descobriu um modesto sucesso com o anime de corrida Mach Go Go inspirado em mangá seu e rebatizado de Speed Racer. Uma vez adaptado para o mercado de língua inglesa, ganhou status de blockbuster que permitiria atingir Speed Racer em todo o mundo. O talento mágico de Yoshida para narrativas encontrou novamente o sucesso nos animes Ás do Espaço, O Judoca, Gatchaman (também conhecido como Batalha dos Planetas) e Casshan (que ganhou um filme live-action chamado Casshern).
Morreu de câncer hepático em 1977.